# Çamoluk
Çamoluk ist eine türkische Stadt und zugleich Verwaltungszentrum des gleichnamigen Landkreises in der Provinz Giresun. Die Stadt liegt ca. 90 km (186 Straßenkilometer) südlich der Provinzhauptstadt Giresun.

## Landkreis
Der Landkreis Çamoluk grenzt im Norden an die Kreis Alucra sowie im Nordwesten an den Kreis Şebinkarahisar. Außerdem bilden im Süden die Provinzen  Sivas und  Erzincan die Grenze, schließlich im Osten die Provinz  Gümüşhane. Der Landkreis erreicht weniger als ein Drittel der Bevölkerungsdichte des Provinzdurchschnitts (2020: 17 von 64 Einw. je km²).
Der neugebildete Kreis (Gesetz Nr. 3644) wurde 1990 vom südlichen Teil des Landkreises Alucra abgespalten, der Landrat (Kaymakam) nahm seine Tätigkeit am 26. August 1991 auf. Alle Orte gehörten bis dahin zum Bucak Çamoluk dieses Kreises. Die letzten Bevölkerungsangaben vor der Gebietsänderung stammen von der Volkszählung 1985 und wiesen 13.351 Einwohner dafür aus, davon für den Bucakhauptort (Bucak Merkezi) Çamoluk 1751 Einwohner.
Ende 2020 bestand der Kreis neben der Kreisstadt noch aus 27 Dörfern (Köy) mit durchschnittlich 149 Bewohnern pro Dorf (Gesamtbevölkerung aller Dörfer: 4015 Einw.). Das Dorf Yenice ist mit 489 Einwohnern das größte.